# Alnus rubra
Alnus rubra là một loài thực vật có hoa trong họ Betulaceae. Loài này được Bong. mô tả khoa học đầu tiên năm 1833.

## Hình ảnh

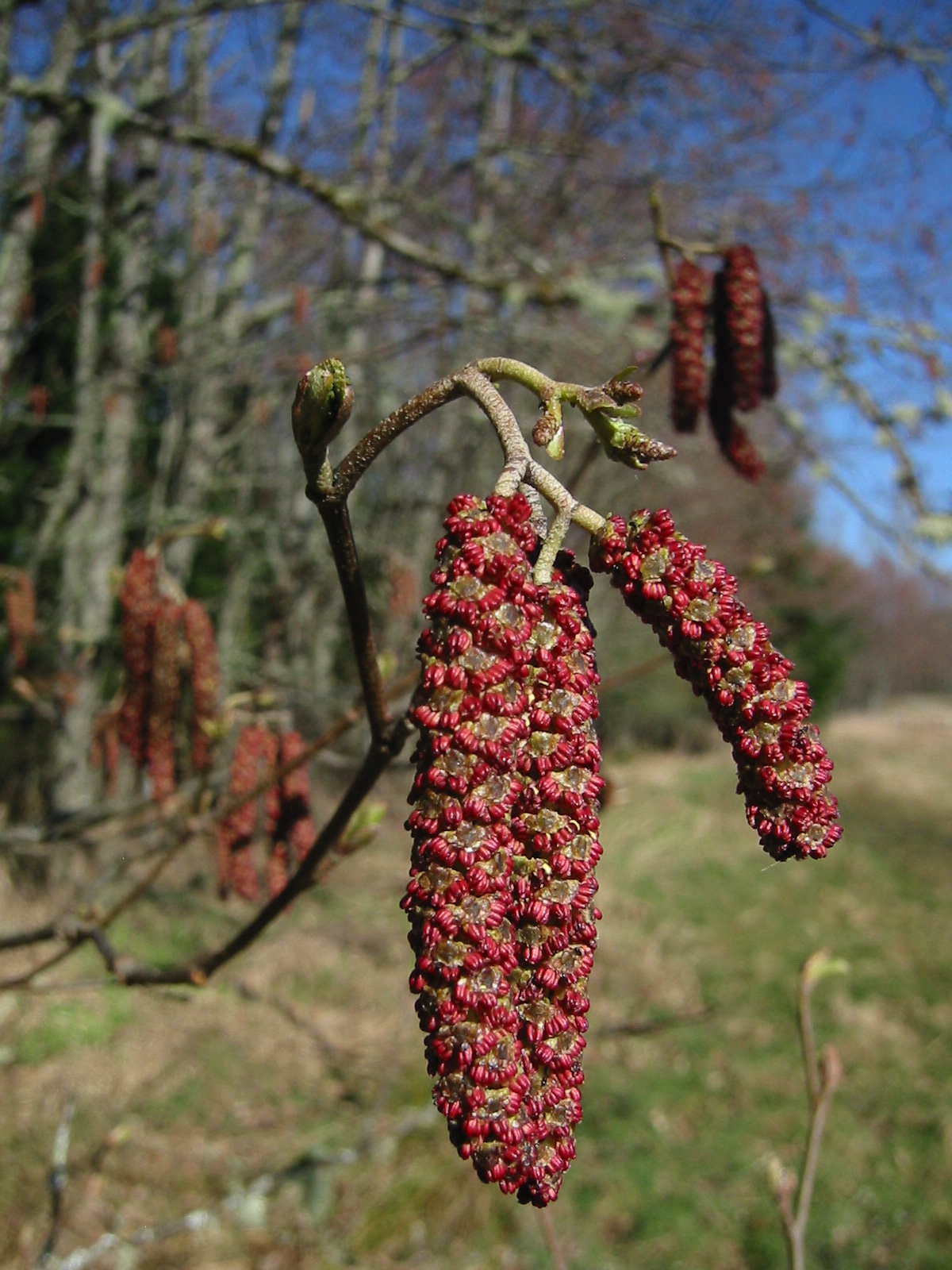
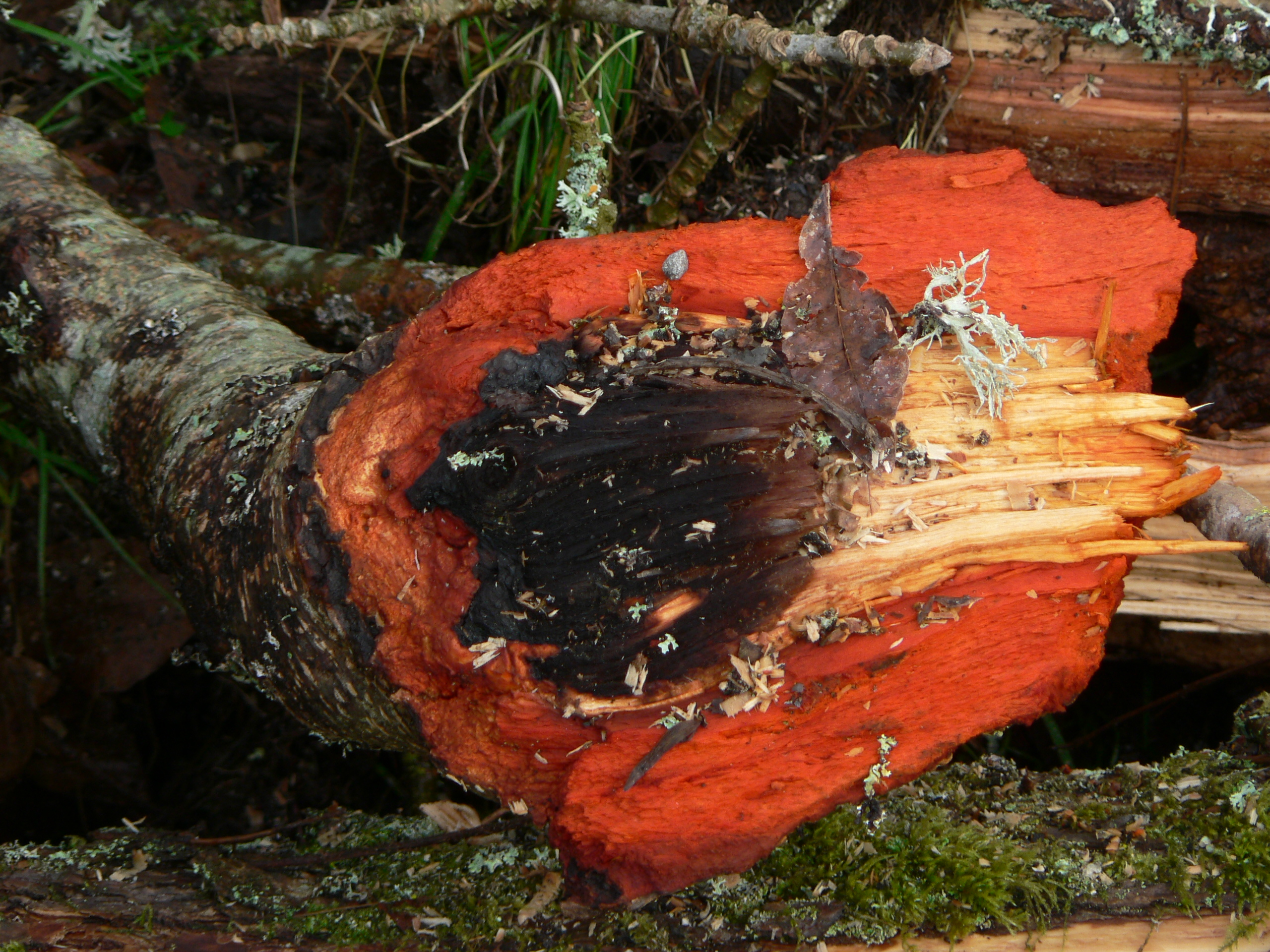
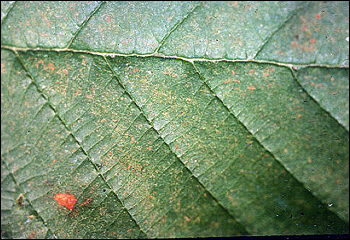
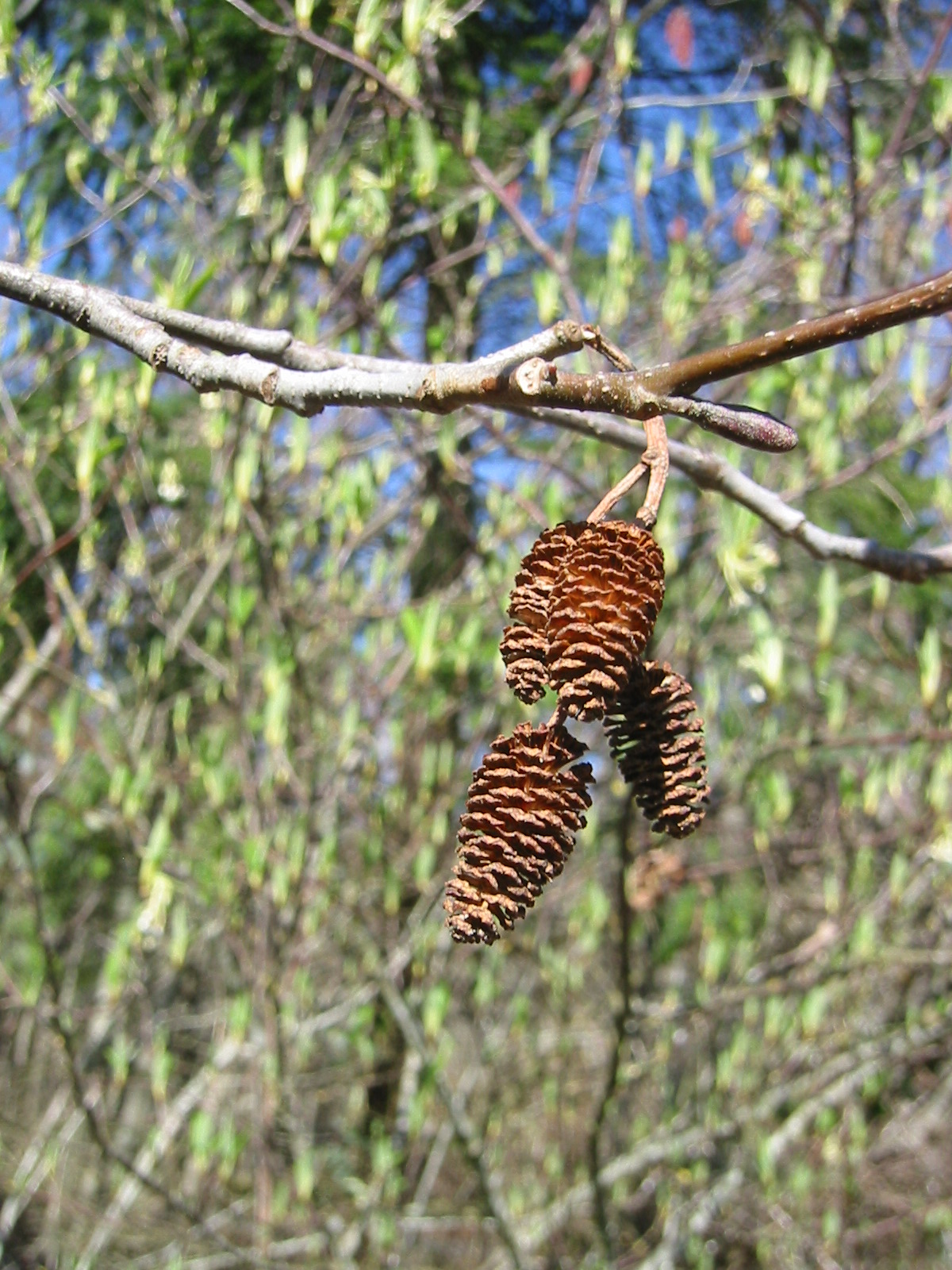